# Pelion (przedsiębiorstwo)
Pelion S.A. – spółka z siedzibą w Łodzi, działająca na rynku ochrony zdrowia w Polsce, na Litwie i w Szwecji. Łącznie w skład Pelion S.A. wchodzi ponad 300 spółek zależnych. Nadzór właścicielski nad wszystkimi obszarami działalności przedsiębiorstwa pełni spółka holdingowa Pelion S.A. Przedsiębiorstwo zatrudnia ponad 12 tys. osób i osiąga roczne skonsolidowane przychody ze sprzedaży przekraczające 16 mld zł.

## Działalność operacyjna
Działalność operacyjna przedsiębiorstwa realizowana jest w ramach czterech linii biznesowych zarządzanych przez odrębne spółki:

### Sprzedaż hurtowa do aptek
To najstarsza historycznie część biznesu Pelion S.A., realizowana od 1990 r. Linia zarządzana jest przez spółkę PGF S.A. będącą jednym z trzech czołowych na polskim rynku dystrybutorów farmaceutycznych oraz spółkę Pharmapoint SA działającą na rynku sprzedaży do hurtowni farmaceutycznych i obsługującą ponad 70 lokalnych hurtowni. PGF S.A. posiada asortyment obejmujący ponad 25 tys. pozycji (w tym leki ze wszystkich grup terapeutycznych, suplementy diety, zioła, kosmetyki, sprzęt medyczny), sprzedaje dziennie ponad 1 mln opakowań leków oraz współpracuje z około 600 producentami i ponad 9 tys. aptek. Spółka posiada 13 centralnie zarządzanych magazynów zlokalizowanych we wszystkich regionach kraju. PGF S.A. posiada około 20-procentowy udział w hurtowym rynku aptecznym. PGF S.A. jest partnerem dla producentów oraz aptek indywidualnych i małych sieci.

### Zaopatrzenie szpitali
Działalność w tym segmencie rynku firma rozpoczęła w 1999 r. Obecnie ta linia biznesowa zarządzana jest przez spółkę URTICA Sp. z o.o. (do 2018 roku – PGF URTICA Sp. z o.o.) z siedzibą we Wrocławiu, która dostarcza leki dla co trzeciego hospitalizowanego pacjenta. URTICA Sp. z o.o. obsługuje postępowania przetargowe oraz zaopatruje szpitale i inne podmioty lecznicze, korzystając z floty i magazynów przystosowanych do składowania i transportu produktów leczniczych. Poza standardowymi sektorami dystrybucji leków szpitalnych jest obecna również w obszarach medycyny estetycznej, ginekologii, okulistyki, ortopedii i diagnostyki. Oferuje między innymi usługi logistyczne, finansowe, handlowe, analityczne oraz marketingowe. Codziennie w pięciu oddziałach (Wrocławiu, Katowicach, Łodzi, Lublinie i Poznaniu) dokonywanych jest około 1000 transakcji sprzedaży, a z centralnego magazynu w Łodzi wysłanych jest do szpitali ponad 9000 pozycji. W ciągu 12 godzin zamówiony towar trafia do ponad 1000 odbiorców na terenie całego kraju.

### Sprzedaż detaliczna
W obszarze sprzedaży detalicznej przedsiębiorstwo jest obecne od 2004 r. Ta część działalności Pelion S.A. skupia pod sobą marki detaliczne. W Polsce są to DOZ Apteki, z kolei na Litwie są to Gintarine Vaistine i Norfos Vaistine. Uzupełnieniem oferty aptek i drogerii są portale farmaceutyczne z możliwością zamówienia leków przez Internet: doz.pl (w Polsce) oraz vaistine.lt (na Litwie).

### Usługi dla producentów
Najmłodsza historycznie linia biznesowa Pelion S.A. zarządzana jest od początku, tj. od 2009 r., przez spółkę Pharmalink Sp. z o.o. Pharmalink Sp. z o.o. to operator logistyczny świadczący usługi dla branży farmaceutycznej w zakresie zarządzania, obsługi magazynowej oraz dystrybucji leków. Współpracuje z ponad 100 przedsiębiorstwami, do których należą głównie producenci leków oraz hurtownie farmaceutyczne, jest też prekursorem stosowania nowoczesnego systemu śledzenia temperatur w transporcie.
Pelion posiada także portfel wyspecjalizowanych spółek wsparcia zajmujących się m.in. outsourcingiem procesów biznesowych, zarządzaniem ryzykiem należności czy obsługą programów prywatnej refundacji leków.

## Historia
Początki firmy sięgają roku 1990, kiedy w Łodzi powstała Hurtownia Leków Medicines zaopatrująca apteki lokalne. W 1998 r. nastąpił przełom w rozwoju spółki związany z debiutem na warszawskiej Giełdzie Papierów Wartościowych. Medicines S.A. stała się tym samym pierwszą spółką z branży dystrybucji farmaceutycznej na warszawskiej GPW.
W 1998 r. spółka zmieniła nazwę na Polska Grupa Farmaceutyczna S.A., rozpoczynając etap fuzji i przejęć. W grudniu tego samego roku nastąpiło połączenie ze spółką Urtica Zaopatrzenie Farmaceutyczne Szpitali Sp. z o.o. (obecnie Urtica Sp. z o.o.). W 2008 r. wyodrębniony został detal jako kolejna linia biznesowa – poza sprzedażą hurtową do aptek i zaopatrzeniem szpitali. Efektem reorganizacji było powołanie Corporation of European Pharmaceutical Distributors N.V. – zarejestrowanej w Holandii spółki holdingowej, która odpowiada za rozwój detalicznej sieci sprzedaży leków w Europie Środkowej. W maju 2009 r. wyodrębniona została czwarta, najmłodsza linia biznesowa – usługi dla producentów – zarządzana przez spółkę Pharmalink Sp. z o.o.
W 2011 r. Zarząd spółki podjął decyzję o przebudowie struktury organizacyjnej grupy. Proces reorganizacji polegał na przeniesieniu wszystkich czterech linii biznesowych do samodzielnie działających spółek. Trzy z nich, tj. zaopatrzenie szpitali, sprzedaż detaliczna oraz usługi dla producentów, były już w ten sposób zorganizowane. W 2011 r. formalnie zakończył się proces wyodrębnienia sprzedaży hurtowej do spółki PGF. Nadzór właścicielski nad wszystkimi spółkami-córkami powierzono spółce holdingowej. Zwieńczeniem procesu reorganizacji była zmiana jej nazwy z PGF S.A. na Pelion S.A.
Od początku działalności firmy na jej czele stoi Jacek Szwajcowski, będąc jednym z najdłużej urzędujących prezesów spółek giełdowych.
W 2017 wycofana z GPW.

## Zaangażowanie w obszarze społecznej odpowiedzialności biznesu (CSR)
Pelion S.A. – jako firma odpowiedzialna społecznie działająca w branży farmaceutycznej – stawia sobie za cel ochronę ludzkiego zdrowia i poprawę jakości życia. Wyrazem zaangażowania w obszarze CSR jest powołana w 2007 r. „DOZ Fundacja dbam o zdrowie”, której celem statutowym jest niwelowanie barier w dostępie do leków poprzez dofinansowywanie ich zakupu dla osób znajdujących się w trudnej sytuacji życiowej i materialnej.
W ramach zaangażowania społecznego firmy od 2011 roku organizowany jest DOZ Maraton Łódź. To wydarzenie sportowe i społeczne, którego celem jest promocja zdrowia i aktywnego trybu życia. Każdego roku łódzki maraton wraz z imprezami towarzyszącymi gromadzi na starcie tysiące biegaczy z Polski i ze świata.
Firma, obok ochrony zdrowia, kultywuje także tradycję polskiego aptekarstwa. Jest mecenasem najstarszej polskiej apteki – Apteki Rektorskiej w Zamościu, wydaje monografie z serii „Najsłynniejsze polskie apteki” poświęcone dziejom zabytkowych aptek w Polsce, a także założyła i wspiera rozwój Muzeum Farmacji im. prof. Jana Muszyńskiego w Łodzi. W 2013, 2014 i 2015 r. firma Pelion S.A. znalazła się w gronie spółek zarządzanych w sposób zrównoważony i odpowiedzialny, notowanych w ramach RESPECT Index – pierwszego w Europie Środkowo-Wschodniej indeksu spółek odpowiedzialnych (SRI). Do indeksu kwalifikowane są spółki charakteryzujące się najwyższą płynnością, będące liderami w zakresie ładu korporacyjnego i informacyjnego oraz relacji z inwestorami, a także wyróżniające się w obszarze działań prośrodowiskowych, społecznych i adresowanych do pracowników. Od 2013 r. Pelion jest jedyną firmą z sektora ochrony zdrowia i pierwszą spółką z Łodzi notowaną w ramach indeksu.
W 2012 r. Pelion S.A., również jako pierwsza firma z Łodzi i polskiego sektora ochrony zdrowia, została członkiem Global Compact – inicjatywy obywatelskiej, której celem jest rozwijanie międzynarodowej grupy firm społecznie odpowiedzialnych w oparciu o zasady dotyczące praw człowieka, standardów pracy, ochrony środowiska i przeciwdziałania korupcji.

## Nagrody i wyróżnienia
- 29. miejsce na „Liście 500 Największych Firm Rzeczpospolitej” w 2014 r. (Pelion pierwszą spółką z regionu łódzkiego oraz pierwszą z rynku ochrony zdrowia w rankingu)
- 94. miejsce w rankingu 500 największych firm Europy Środkowej („TOP500 Central Europe”) w 2014 r., przygotowanym przez firmę doradczą Deloitte[12] (awans o 13 miejsc w porównaniu z rokiem 2013) uwzględnienie spółki w prestiżowym Index of Success, prezentującym koniunkturę w biznesie oraz kondycję największych i najbardziej dynamicznych firm, 2014
- „Solidny Pracodawca 2014” (tytuł przyznany Polskiej Grupie Farmaceutycznej S.A. za wzorową politykę personalną oraz wyjątkowe podejście do pracowników) – Kowalski Pro-Media, 2015
- „Lider Polskiego Biznesu 2013” (tytuł przyznany ówczesnej spółce PGF Urtica Sp. z o.o. za zaangażowanie w rozwój gospodarczy kraju, a także działalność społeczną i charytatywną) – Business Centre Club, 2014
- Tytuł Złotej Strony Emitenta dla www.pelion.eu w kategorii „Spółki giełdowe należące do indeksu sWIG80” (tytuł przyznany za zawartość merytoryczną witryny, wzorowo prowadzoną komunikację z inwestorami indywidualnymi, a także wykorzystanie innowacyjnych rozwiązań funkcjonalnych) – Stowarzyszenie Emitentów Giełdowych, 2014
- Wyróżnienie w rankingu spółek notowanych na GPW oraz NewConnect najlepiej raportujących dane ESG (dane pozafinansowe z obszaru środowiska, odpowiedzialności społecznej i ładu korporacyjnego, dostarczane analitykom, inwestorom i innym grupom interesariuszy), 2012, 2013, 2014
- „Euro-Partner” (tytuł przyznany Pelion za wzorowe zarządzanie i prowadzenie działalności w oparciu o najwyższe standardy) – Fundacja Gospodarcza „Euro-Partner”, 2013
- „Najlepszy Partner w Biznesie” (tytuł przyznany za świadczenie usług na najwyższym poziomie, ściśle dostosowanych do potrzeb odbiorców i wychodzących naprzeciw ich rosnącym oczekiwaniom) – „Home&Market”, 2013
- „Lodołamacz 2013” (wyróżnienie w kategorii „Otwarty rynek” w uznaniu szczególnej wrażliwości społecznej i działań na rzecz promowania aktywności niepełnosprawnych) – Polska Organizacja Pracodawców Osób Niepełnosprawnych, 2013
- „Solidny Pracodawca Roku Ziemi Łódzkiej” (tytuł dla Pelion za możliwości rozwoju zawodowego i elastycznego zatrudnienia, rozbudowany system motywacyjny, szeroki wachlarz świadczeń socjalnych i aktywną współpracę z biznesem) – Kowalski Pro-Media, 2013
- Złote i Kryształowe Godło w konkursie European Trusted Brands 2012 (DOZ Apteki dbam o zdrowie uznane za markę godną zaufania) – „Reader’s Digest”, 2013
- „Lodołamacz 2012” (tytuł przyznany za nieprzeciętne zaangażowanie w rozwiązywaniu problemów osób niepełnosprawnych) – Polska Organizacja Pracodawców Osób Niepełnosprawnych, 2012
- „Firma Dobrze Widziana” (tytuł przyznany za wyróżniającą aktywność w obszarze społecznej odpowiedzialności biznesu), nadany na podstawie opinii otoczenia – Business Centre Club, 2011
- „Wielka Perła Polskiej Gospodarki” (tytuł przyznany Pelion w uznaniu dla konsekwentnie realizowanej polityki i strategii przedsiębiorstwa oraz pozycji lidera wśród najbardziej dynamicznych i najbardziej efektywnych przedsiębiorstw w Polsce) – „Polish Market” oraz Instytut Nauk Ekonomicznych PAN, 2011
- „Najlepszy Partner w Biznesie 2011” w kategorii „Partner Roku” (tytuł przyznany w uznaniu dla przeprowadzonej reorganizacji i zmiany nazwy z PGF na Pelion, świadczących o nowym etapie rozwoju Grupy) – „Home & Market”, 2011
- „Przedsiębiorstwo Fair Play 2009” (tytuł przyznany za prowadzoną przez PGF politykę tzw. dobrych praktyk, zgodną z prawem oraz zasadami etyki i uczciwości) – Instytut Badań nad Demokracją i Przedsiębiorstwem Prywatnym, 2009
- „Lider 20 Lat Polskiej Transformacji 2009” w kategorii „Najlepiej zrestrukturyzowane i zarządzane spółki sektora FMCG, przemysłu lekkiego i branż pokrewnych” (tytuł przyznany PGF w uznaniu dla podejmowanych na przestrzeni ostatnich lat działań na rzecz przemian i rozwoju gospodarczego kraju) – „Forbes”, 2009
- „Pracodawca Godny Zaufania 2009” w kategorii „Dystrybutorzy Farmaceutyczni” (kapituła doceniła oferowaną przez PGF szeroką gamę świadczeń socjalnych, monitorowanie praw pracowniczych oraz rozbudowany program kursów i szkoleń) – Krajowa Izba Gospodarcza, Centrum im. Adama Smitha, Fundacja Polskiego Godła Promocyjnego „Teraz Polska”, 2009
- „Laur Klienta 2007” (nagroda dla PGF jako najlepiej ocenianego i rekomendowanego dystrybutora leków) – „Przegląd Gospodarczy” we współpracy z Instytutem Gallupa, 2007
- „Firma dystrybucyjna roku 2006” (za stworzenie rodziny Aptek Dbam o Zdrowie, będącej najbardziej efektywnym finansowo modelem dystrybucji leków w Polsce) – „Gazeta Finansowa”, 2006
- „Lider Polskiego Biznesu 2005” w kategorii „Duże przedsiębiorstwo” (tytuł przyznany za efektywne konkurowanie na bardzo trudnym rynku europejskim, utrzymanie pozycji lidera, wysokie wskaźniki ekonomiczne i imponującą ofertę produktową) – Business Centre Club, 2005
- „Spółka godna zaufania” (5 gwiazdek w rankingu ładu korporacyjnego) – Polski Instytut Dyrektorów, 2004, 2005
- „Giełdowa spółka roku 2001” – „Puls Biznesu”, 2001